# Pettson får julbesök
Pettson får julbesök är en bok skriven av Sven Nordqvist, och utgiven 1988.

## Handling
Det är dagen före julafton. Gubben Pettson tänker göra de sista förberedelserna inför jul, såsom att handla julmat, skaffa en julgran och hugga lite ved. Men på vägen ut för att hugga granen halkar Pettson med sin kälke och skadar foten. Sittande med foten i ett improviserat bandage inser gubben att de kanske inte kommer kunna göra någonting av det de planerat inför julaftonen. Katten Findus blir orolig att det inte kommer bli en ordentlig jul.
Nästa morgon prövar Pettson foten, men finner att han fortfarande har för ont i den för att kunna gå ut och hugga en gran. Katten blir förtvivlad.
Mitt i bedrövelsen kommer grannen Gustavssons son, Axel. Han ser Pettsons fot och får höra vad som hänt. Pettson ber honom om lite mjölk till risgrynsgröten, då det är ont om mat i huset och de nu inte kan ta sig till affären. Axel lovar att ordna mjölken, efter att först huggit en rejäl sats ved åt gubben.
Gubben och katten ordnar sin egen julgran genom att fästa granris i en pinne som de sätter i julgransfoten. Den klär de sedan med diverse prydnader de kan hitta i huset och i snickarboden.
Axel kommer tillbaka med mjölken. Efter honom kommer fru Gustavsson med en korg julmat, då hon hört av sonen att Pettson skadat sig och inte har julmat hemma. Pettson bjuder på kaffe. Snart kommer ännu fler grannar med julmat och pepparkakor, och det blir en trevlig liten tillställning i gubbens kök.
När alla grannar har gått hem äter Pettson och Findus julbord. Sedan sätter de sig i vardagsrummet och ger varandra varsin julklapp. Pettson tänker på hur otroligt snälla grannar de har. Findus somnar, men verkar ändå nöjd. Han ler åtminstone i sömnen.